# Mlok dvoupruhý
Mlok dvoupruhý (zlatopásý) (Chioglossa lusitanica) je méně známý obojživelník z čeledi mlokovitých rozšířený v jihozápadní Evropě.

## Popis
Velmi rychle běhá díky štíhlému tělu a ocasu. Na hřbetu jsou jasně viditelné 2 žluté, zlaté nebo měděné pásy, které se spojují do jediného ocasového pásu. Pro chytání hmyzu má uzpůsobený lepkavý jazyk a velké oči. V ohrožení se zbavuje ocasu. Žije většinou pod zemí. Jedná se o zranitelný druh.